# La Femme-serpent
La Femme-serpent (へび女, Hebi onna) est une trilogie de mangas d'horreur écrite et dessinée par Kazuo Umezu ; elle est pré-publiée dans le magazine de shōjo manga Shūkan Shōjo Friend de Kōdansha entre 1965 et 1966. Les trois histoires sont originellement séparées en deux séries distinctes et ne sont rassemblées en trilogie qu'à partir de 1986 par la maison d'édition Shōgakukan. La version anglaise est publiée par IDW Publishing sous le titre Reptilia en novembre 2007 et la version française par le Lézard noir en janvier 2017.
Cette série est le premier grand succès de l'auteur et provoque un boom du manga d'horreur à la fin des années 1960. Deux des trois histoires de la trilogie sont adaptées au cinéma.

## Description

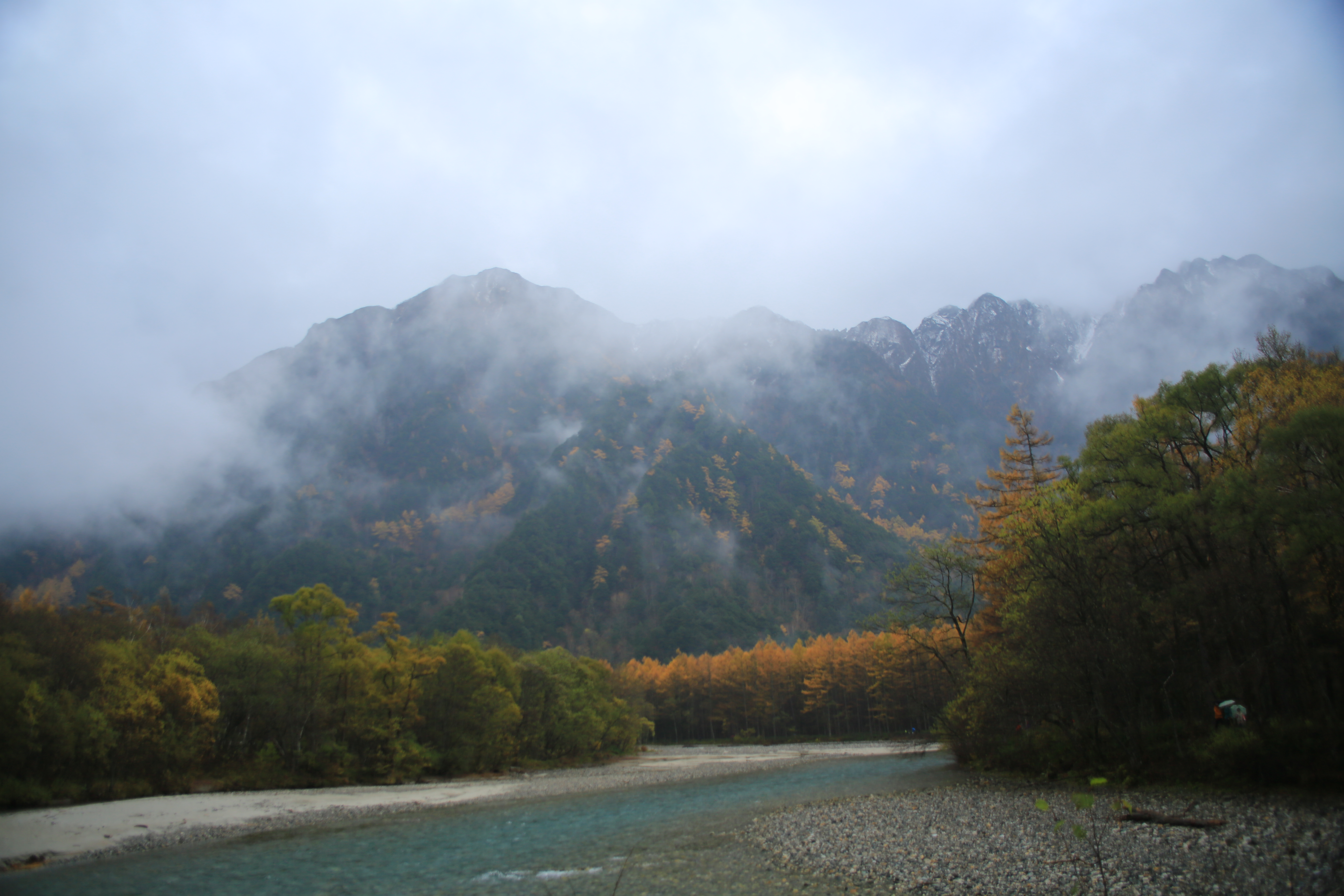
Dans les profondeurs des montages de Nagano, ici la vallée de Kamikōchi.

La Femme-serpent est une série de manga constituée de trois histoires :
J'ai peur de maman (ママがこわい, Mama ga kowai)
On suit dans ce récit la petite Yumiko (弓子) ; la jeune fille vit à Tokyo et sa mère est hospitalisée. Mais lors de son séjour à l'hopital, la mère de Yumiko est remplacée par le yōkai de la femme-serpent, qui cherche alors à dévorer la jeune héroïne. À la fin de l'histoire, Yumiko parvient à faire arrêter la femme-serpent, qui est perçue comme une femme atteinte de maladie mentale ; la femme-serpent est alors internée dans un hôpital psychiatrique de la préfecture de Yamanashi.
La Fillette tachetée (まだらの少女, Madara no shōjo)
Dans cette suite directe du premier récit, la femme-serpent parvient à s'échapper de l'hôpital et poursuit Yumiko ; la jeune fille est en vacances chez sa cousine Kyōko (京子) qui habite dans le village de Midoro (美土路), situé dans les montagnes de la préfecture de Nagano. À la fin de l'histoire, la femme-serpent est définitivement vaincue.
La Fillette-serpent (へび少女, Hebi shōjo)
Cette histoire est située 20 ans avant la première, elle raconte l'origine de la femme-serpent dans le village de Yamanaka (山中), ancien nom de Midoro[à vérifier]. On suit trois fillettes du village : Satsuki Yamakawa (山川さつき), sa jeune sœur Kanna (かんな) ainsi que leur amie Yōko Nakamura (中村洋子). Dans le passé, le grand-père de Yōko avait éborgné la femme-serpent, qui cherche aujourd'hui à se venger. Le yōkai parvient à transformer Yōko en fillette-serpent, mais  les deux sont emportées par une violente crue de la rivière ; la femme-serpent est portée disparue, mais Yōko est repêchée près de Tokyo. Devenue amnésique et se comportant comme un serpent, la jeune fille est alors internée dans l'hôpital qui 20 ans plus tard hébergera la mère de Yumiko.

## Genèse de l'œuvre

### Origines

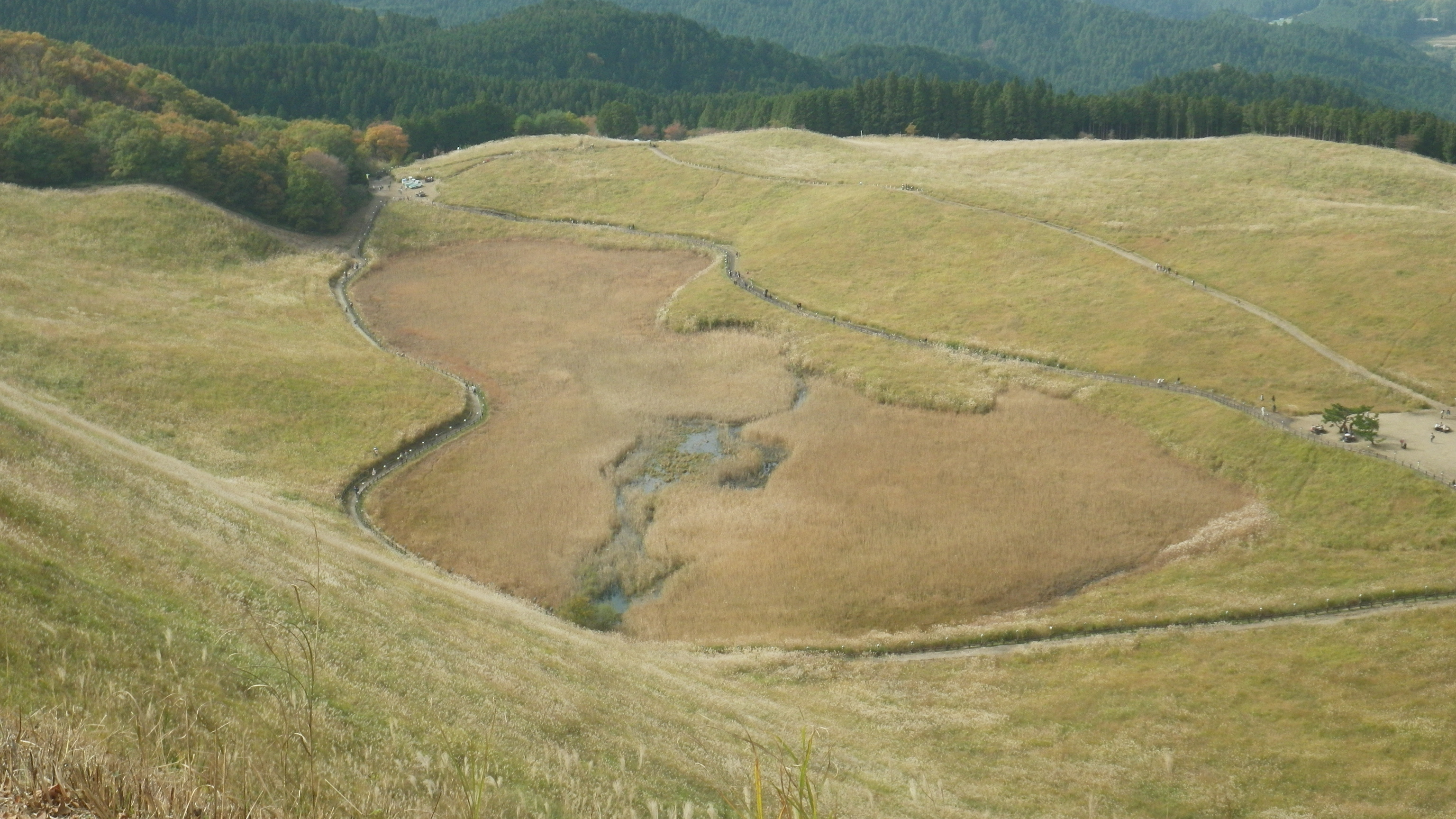
Okameike, l'étang d'où provient la légende de la femme-serpent.

Le père de Kazuo Umezu avait pour habitude de lui raconter des légendes horrifiques du folklore japonais. La légende qui a le plus terrifié le jeune garçon est Okameike densetsu (お亀池伝説, litt. la légende de l'étang de la tortue), originaire du village Soni de la préfecture de Nara. Cette légende raconte l'histoire d'une femme qui se rend à Okameike et se transforme en serpent. Lorsqu'il devient mangaka, Umezu s'appuie sur cette légende et fait du serpent et de la femme-serpent son motif de base, qu'il commence à utiliser avec le titre Kuchi ga mimi made sakeru toki (口が耳までさける時).
Lors des années 1960, le shōjo manga est divisé entre les mangas de prêt et les mangas publiés dans les magazines ; les histoires horrifiques sont populaires dans les mangas de prêts, mais absentes des mangas de magazines.
Kazuo Umezu, qui avait déjà dessiné plusieurs shōjo manga, trouve un motif récurrent du genre particulièrement « suspicieux », celui de la relation mère-fille qui est quasi-systématiquement fusionnelle. Le mangaka pense quant à lui qu'il arrive souvent que la mère considère sa fille comme étant sa propriété personnelle, ce que Umezu trouve « effrayant ». Aussi, il décide de créer une histoire qui pervertit la figure de la mère en s'inspirant de la femme-serpent d'Okameike densetsu pour la rendre monstrueuse, et cherche à publier cette histoire dans un magazine,.

### Publication originale
Les trois histoires sont publiées dans le magazine Shūkan Shōjo Friend de la maison d'édition Kōdansha :
- J'ai peur de maman (ママがこわい, Mama ga kowai?), 10 août 1965 (no 32) – 7 septembre 1965 (no 36) ;
- La Fillette tachetée (まだらの少女, Madara no shōjo?), 14 septembre 1965 (no 37) – 9 novembre 1965 (no 45) ;
- La Fillette-serpent (へび少女, Hebi shōjo?), 15 mars 1966 (no 11) – 21 juin 1966 (no 25).

Les différents épisodes de la trilogie sont aussi publiés en manga de prêt, édités par Sato Production (佐藤プロダクション) dans sa collection Hana (花), mais les détails de cette publication sont aujourd'hui inconnus.

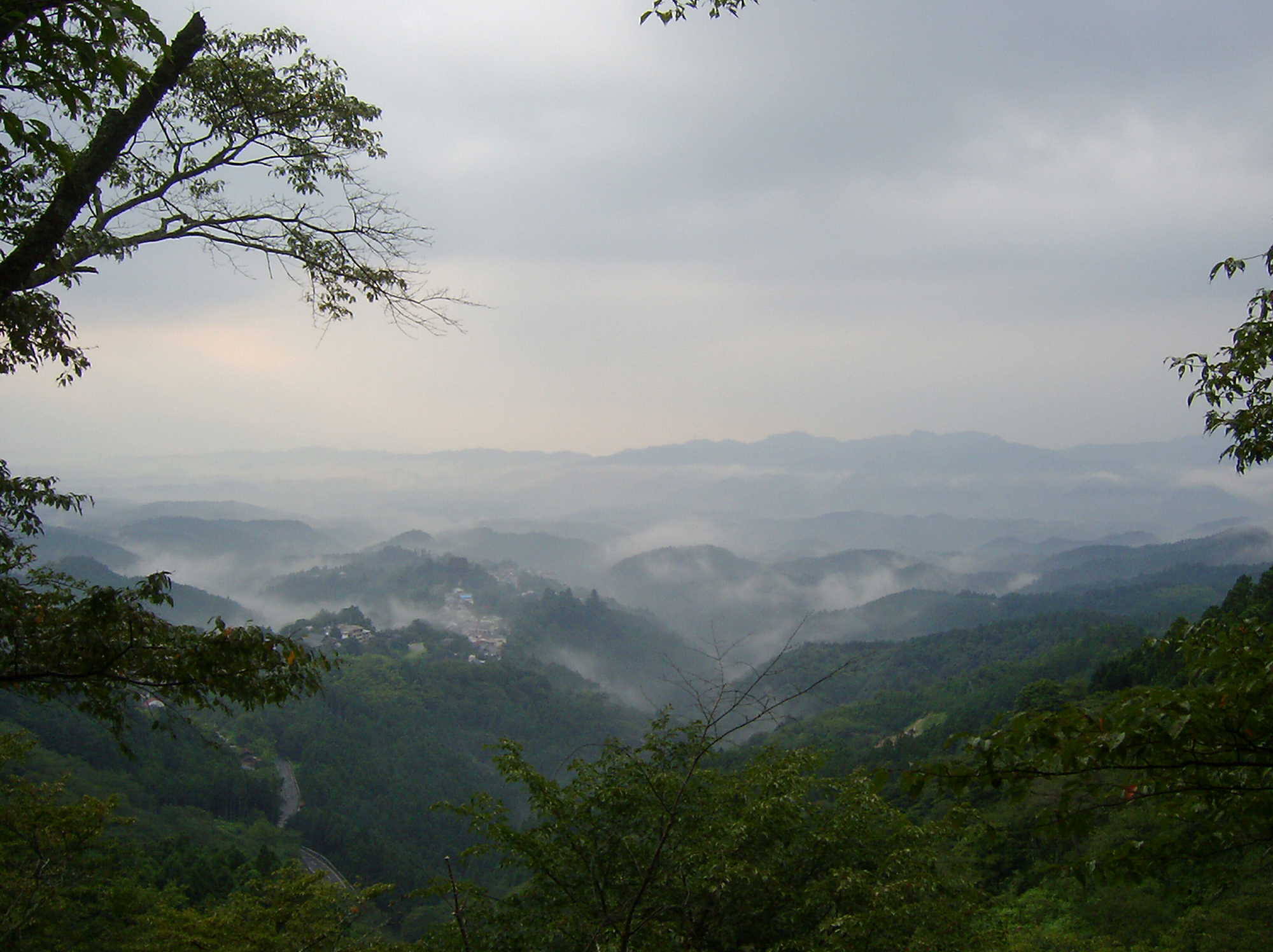
Les montagnes de Yoshino.

Toutefois, lors de cette publication originale, ces histoires ne sont pas situées dans la préfecture de Nagano, mais plutôt dans la préfecture de Nara, plus particulièrement dans le district de Yoshino. En outre il ne s'agit pas encore d'une trilogie : les deux histoires J'ai peur de maman et la Fillette tachetée forment un diptyque quand l'histoire de la Fillette-serpent appartient à la série Yamabiko shimai (山びこ姉妹).
Yamabiko shimai est une série d'histoires situées dans les différents districts de Nara, elles ont pour héroïnes les deux sœurs Satsuki et Kanna qui sont confrontées à des phénomènes paranormaux qui trouvent leurs origines dans les légendes de Nara. La série est constituée de Kitsune-tsuki shōjo (狐つき少女) en 1963, de Hebi oba-san (へびおばさん) en 1964, de Kitsune ga kureta ki no happa (狐がくれた木の葉っぱ) en 1965 et enfin de la Fillette-serpent (へび少女, Hebi shōjo) en 1966,.
La version Yamabiko shimai de la Fillette-serpent propose une autre fin pour Yōko, plus positive : la jeune fille est sauvée, et avec l'aide de Satsuki et de ses amies, elle parvient à redevenir une jeune fille normale.

### Éditions ultérieures
Les trois histoires sont par la suite publiées dans diverses anthologies d'histoires courtes de l'auteur jusqu'à ce que la maison d'édition Shōgakukan les rassemble en 1986 dans un unique volume intitulé Hebi onna - Umezu Kazuo kyōfu gekijō (へび女・楳図かずお恐怖劇場) pour former une trilogie. Shōgakukan fait modifier le graphisme et le scénario de l'œuvre pour rendre le tout cohérent, notamment le changement de préfecture et le sort de Yōko à la fin de la Fillette-serpent. La maison d'édition réédite Hebi onna en 2005 au sein de l'intégrale de l'œuvre d'Umezu, Umezz Perfection!, publiée à l'occasion des 50 ans de carrière de l'auteur. La maison d'édition Kadokawa Shoten publie la trilogie en 2000 sous le titre Hebi shōjo (へび少女).
En Occident, le manga est adapté en anglais par IDW Publishing sous le titre Reptilia en novembre 2007 à partir de l'édition Kadokawa Shoten, premier manga de l'éditeur,. Il est aussi adapté en français par le Lézard noir en janvier 2017 à partir de l'édition Umezz Perfection! de 2005.

## Analyses

### Thèmes
Chaque histoire de la trilogie suit la structure classique du récit d'horreur, basée sur le jeu de l'anticipation et des effets d'annonces, jusqu'à pousser la protagoniste dans des situations sans issue ni espoir. Ces histoires utilisent aussi des archétypes du genre : la protagoniste est une fillette dont l'histoire n'est pas détaillée, et elle est entourée d'adultes qui sont dans le meilleur des cas inutiles ou absents,.
Le premier thème principal de l'œuvre est celui de la transformation, que l'on retrouve aussi dans la plupart des œuvres de l'auteur. Cette transformation est ici de l'ordre de l'intime, celle de l'éveil du yōkai qui sommeille en nous ; la romancière Hitomi Kanehara définit ce yōkai intérieur comme étant un « être mystérieux, incapable lui-même d'expliquer son comportement, qui installe une atmosphère sombre et trouble, et qui a quelque chose de répugnant. » Le mangaka attribue cet intérêt pour la peur des personnages qui se transforment subitement à l'œuvre de Koizumi Yakumo, notamment le texte Mujina de son livre Kwaidan ou Histoires et études de choses étranges, mettant en scène le noppera-bō, un yōkai à la forme humaine qui peut faire disparaître son visage.
Le second thème principal de l'œuvre est celui de la famille, qui constitue un autre thème cher à l'auteur. Notamment la première histoire, J'ai peur de maman, a la particularité de transformer la mère de la protagoniste. Le thème du haha mono (母もの), mettant en scène une fille à la recherche de sa tendre mère disparue, est très populaire dans le shōjo manga des années 1960 qui met régulièrement en avant la relation mère-fille. Umezu cherche dans cette œuvre à prendre le contre-pied de ce schéma de la mère aimante prête à tous les sacrifices pour ses enfants. Selon le psychiatre Ryōji Nishimura, qui utilise les shōjo mangas dans le cadre de ses thérapies sur les relations problématiques mère-fille, souligne que la figure maternelle, bien que rassurante, est souvent incomprise par la fille. Le manga d'Umezu va plus loin en soulignant à quel point une mère peut être différente, en la dépeignant sous un jour monstrueux et permet ainsi de briser cette image idéalisée de la mère.
Les deux autres histoires reprennent ce thème de la famille : dans la Fillette-tachetée, la femme-serpent vampirise l'ensemble de la famille de Kyōko, quand dans la Fillette-serpent, le yōkai cherche à adopter Yōko.

### L'archétype de la femme-serpent

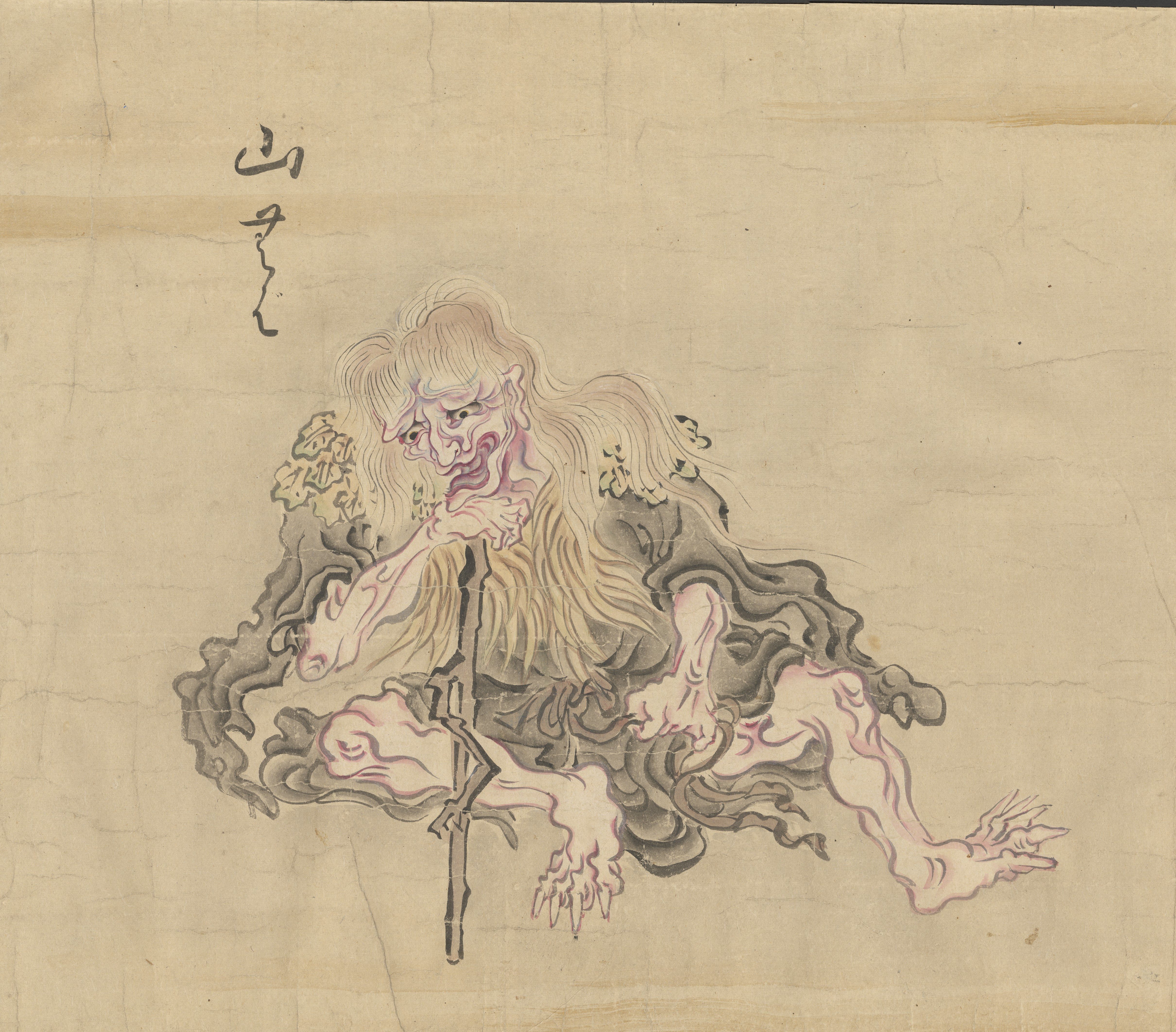
La yamanba.

La femme-serpent est un yōkai féminin qui possède des caractéristiques physiques et comportementales ophidiennes, notamment sa peau est recouverte d'écailles et sa bouche déformée est remplie de dents pointues. Elle peut en outre prendre une apparence humaine, une technique qu'elle utilise pour approcher ses proies, qu'elle tente alors de dévorer. L'universitaire Hiromi Dollase voit dans les caractéristiques de la femme-serpent un écho au yōkai de la yamanba, qui dans la littérature correspond au prototype de la femme socialement inadaptée.
Le critique Stéphane du Mesnildot souligne une autre caractéristique de la femme-serpent : en plus de dévorer ses victimes, elle cherche aussi parfois à leur transmettre sa malédiction, et ainsi à créer des familles à son image. Selon du Mesnildot cela la rapproche du vampire, qui est absent de la mythologie japonaise. Le critique y ajoute aussi une dimension féministe : elle représenterait « la face obscure de la féminité, et bien souvent, sa revanche sur une société masculine injuste et autoritaire ».

### Style graphique
En contraste avec le style des œuvres ultérieures d'Umezu, sombre et réaliste, le dessin est ici simple, lumineux et parfois enfantin. Notamment les fillettes qui servent de protagonistes s'inscrivent dans le style typique du shōjo manga de l'époque, sous l'influence de Macoto Takahashi : un design simple qui met en avant leur beauté, innocence et pureté. Ces caractéristiques sont particulièrement soulignées par les yeux des jeunes filles : très grands et brillants, avec un rehaut en forme d'étoile placé à côté de la pupille. Cette beauté des jeunes filles n'est brisée que lorsqu'elles se transforment en fillette-serpent, mettant à jour leur caractère de « mauvaise fille », et deviennent grotesques. Ce qui est une innovation visuelle pour le shōjo manga de l'époque alors empli de beauté.

## Postérité
Le manga J'ai peur de maman rencontre un vif succès lors de sa publication et provoque quelques années plus tard un boom du manga d'horreur. Hiromi Dollase attribue ce succès au fait que l'auteur, en pervertissant la figure maternelle, brise les codes et conventions du shōjo manga d'alors. Elle remarque aussi que la thématique de la mère monstrueuse est depuis devenue l'un des principaux motifs du shōjo manga d'horreur.
Deux des trois parties de la série ont été adaptées en film. L'histoire J'ai peur de maman est adaptée en 1968 en duo avec une autre manga de l'auteur, Akanbon shōjo (赤ん坊少女), dans le film Hebi musume to haku hatsuma (蛇娘と白髪魔). L'histoire La Fillette tachetée est adaptée en 2005 dans le film Umezu Kazuo kyōfu gekijō - Madara no shōjo (楳図かずお恐怖劇場 まだらの少女).

### Éditions du manga
- [Umezu 2016] Kazuo Umezu (trad. Miyako Slocombe, postface Hitomi Kanehara), La Femme-serpent, Le Lézard noir, 2016 (ISBN 978-2-35348-088-3, BNF 45250742).